# وی وا
وی وا (به انگلیسی: Wee Waa) یک شهرک در استرالیا است که در نیو ساوت ولز واقع شده‌است.